# Antonio Calpe Hernández
Antonio Calpe Hernández (València, 4 de febrer de 1940 - 7 d'abril de 2021) fou un futbolista valencià de la dècada de 1960.

## Trajectòria
Començà a destacar al CE Alcoià a tercera divisió i des de 1962 al Llevant UE a segona, i un any més tard a primera divisió. La temporada 1965-66 fou traspassat al Reial Madrid, on guanyà la Copa d'Europa de la temporada 1965-66. El 1971 retornà al Llevant, amb qui jugà a tercera i segona divisió. La temporada 1981-82 també fou entrenador d'aquest club.

## Palmarès
Reial Madrid
- Lliga espanyola:
  - 1966-67, 1967-68, 1968-69
- Copa espanyola:
  - 1969-70
- Copa d'Europa:
  - 1965-66

Llevant
- Tercera Divisió:
  - 1972-73